# When Will I See You Again (Thomas Anders)
When Will I See You Again è il quarto album in studio del cantante tedesco Thomas Anders, pubblicato nel 1993.

## Tracce
1. When Will I See You Again (con The Three Degrees) — 3:32
2. Dangerous Lies — 3:44
3. I'll Love You Forever — 3:46
4. Midnight — 4:04
5. Marathon of Life — 3:44
6. Is It My Love — 3:43
7. The Love in Me — 4:09
8. Stay a Little Longer — 3:53
9. Dance in Heaven — 4:06
10. Shipwrecked — 3:49
11. Hold My Hand — 3:45
12. When Will I See You Again (Unplugged Version) — 2:59